# Guatteria diospyroides
Guatteria diospyroides är en kirimojaväxtart som beskrevs av Henri Ernest Baillon. Guatteria diospyroides ingår i släktet Guatteria och familjen kirimojaväxter. Inga underarter finns listade i Catalogue of Life.